# 郑州市第八中学
郑州市第八中学（英語：Zhengzhou No.8 Middle School），简称郑州八中，是郑州市的一所初级中学，地址是金水区经五路7号，曾被评为 “河南省电化教育一类学校”、“郑州市标准化初中”。2021年11月，郑州八中荣获“郑州市2020-2021学年度普通中小学教学创新先进单位”荣誉称号。

## 校区

### 郑州八中主校区
主校区位于郑州市金水区经五路7号，占地面积38.4亩，建筑面积19000平方米。

### 郑州八中东校区
前身为郑州市二十三中，位于郑州市金水区政四街3号，占地42亩，建筑面积19066平方米。于2010年开始实施与郑州八中教育共享，两校实行同一校长法人，教师等资源共享。

### 综合素质实践教育基地
位于中牟县境内，于2008年建成，占地近300亩，拥有天文馆、科技馆等建筑设施，提供生命安全，陶艺沙艺制作，航模，机器人，摄影等课程。

### 郑州八中分校
郑州市八中分校，位于纬三路9号，与主校区共享操场，实验楼。于2001年6月创办，2008年停止招生，现已停止办学。

### 郑州一八联合国际学校
郑州一八联合国际学校是郑州八中与郑州一中联合组建的民办中学，位于郑州市北区索凌路与国基路交叉口西北角。

### 郑州市金水区经纬学校
原称“郑州市经纬中学”，2022年6月，改称“郑州市金水区经纬学校”，位于郑州市金水区纬五路21号院，前身为郑州市八中分校，实际是由郑州八中公私合营的一所初中。

### 郑州市第八中学郑东新区学校
郑州市第八中学郑东新区学校是由郑东新区管委会出资建成的公办学校，位置处于众意路与农业东路交会处，包含小学及初中。校舍一体，学校占地面积约194亩，中小学部相对独立。

### 郑州市第八中学管城校区
2020年8月31日，位于郑州市管城区霞飞路上的郑州八中管城校区隆重揭牌，正式启用。而伴随着校区的正式启用，将满足管城南部片区学生“上名校”的梦想。这也意味着管城区又增加一所优质的初中名校。

## 理念
校    训：尚德  博雅  笃行  致远
办学思想：一切为了人的发展
办学目标：办有灵魂、有特色、高质量的中原名校
培养目标：把学生培养成为“人格独立、身心康健、思维活跃、能力突出”的负责任的公民
文化建设目标：
建设“民主、博爱、专业、创新”的管理文化
建设“优雅、智慧、合作、谦逊”的教师文化
建设“文明、健康、自立、进取”的学生文化
建设“丰富、多样、自主、选择”的课程文化
建设“平等、对话、体验、探究”的学习文化

## 历史
1952年7月，郑州八中建校，原名“河南省立郑州第四初级中学”。
1958年，更为现名。
1962年，被评为郑州市重点中学。
1978年，成为首批河南省重点中学。
1988年，被国家教育部命名为“德育先进学校”；被国家少工委命名为“全国红旗大队”、“全优大队”。
1992年，被确定为“河南省传统项目挂匾学校”、“郑州市电化教学试点学校”。
1998年，被评为“郑州市文明学校”。
1999年，被评为“郑州市创建工作先进单位”。
2000年，被郑州市教委评为“郑州市先进党组织”、“郑州市创建工作先进单位”。
2001年，被中共郑州市委、郑州市人民政府授予“郑州市职业道德建设十佳标兵单位”；被郑州市教委评为“郑州市文明标兵学校”。
1999年—2001年，连续三年被评为“省级文明学校”。
2000年—2002年，连续三年，被郑州市教委评为“郑州市教育系统目标管理先进单位”。学校团委多次被省、市团委命名为“先进团委”。
2002年，被郑州市教育局教育科研所评为“郑州市教育科研先进单位”。
2008年，学校团委被共青团中央评为“五·四”红旗团委；被评为“郑州市人民满意学校民主评议先进单位”
2000年—2011年，连续十二年被评为“郑州市普通初中教育教学先进单位”。

## 知名校友
知名校友包括：
- 馬嘉祺——時代少年團成員